# Българско неделно училище „Азбука“ (Ксанти)
Българско неделно училище „Азбука“ e училище на българската общност в Ксанти, Гърция, към Културно – образователното обединение на българите в района на Източна Македония и Тракия. Създадено е през 2014 г. През първата година то се финансира от дарения, а след това започва да се финансира и от България. Записаните ученици през учебната 2016 / 2017 г. са 24.